# Stozjer
Stozjer (bulgariska: Стожер) är ett distrikt i Bulgarien.   Det ligger i kommunen Obsjtina Dobritj-Selska och regionen Dobritj, i den östra delen av landet, 400 km öster om huvudstaden Sofia.
Trakten runt Stozjer består till största delen av jordbruksmark. Runt Stozjer är det ganska glesbefolkat, med 48 invånare per kvadratkilometer.